# Сарвил и Вевея
Сарви́л и Веве́я (др.-греч. Σάρβηλος και Βεβαίας; лат. Sarbelius et Barbæa, II век) — святые мученики Эдесские. Дни памяти — 29 января, 15 октября.
Святые Сарвил и Вевея пострадали  в городе Эдесса, Месопотамия. По преданию, Сарвил был верховным языческим жрецом в Эдессе, а Вевея — его сестрой. После обращения в христианство, они были подвергнуты мучениям и убиты во времена римского императора Траяна.
Житие Сарвила и Вевеи очень похоже на Житие Фифаила и Фивеи, память в Православии — 4 сентября (17 сентября), возможно это одни и те же люди.